# Герб Становлянского района
Герб Становлянского района является геральдическим символом Становлянского района Липецкой области. Утверждён решением сессии Становлянского районного Совета депутатов № 141 от 05.08.2003 г.
По геральдическим правилам и канонам герб района является полугласным.

## Описание герба(блазон)
"В зеленом поле два золотых болгарских (пирамидальных) дуба, стоящих на золотой оконечности, обременённой выходящим червлёным пламенем о трёх языках".

## Обоснование символики
Два пирамидальных дуба символизируют Мещерский дендрарий (опытно-селекционную станцию). Пламя говорит о том, что для адаптации южных растений в суровых условиях были устроены подземные туннели, с помощью которых проводился подогрев корневой системы. Три языка пламени напоминают о трех родовых усадьбах: И. А. Бунина, М. М. Пришвина, М. Ю. Лермонтова.
Основа герба и флага Становлянского района — два пирамидальных дуба, привезённые молодыми саженцами из Болгарии в 70-е годы XIX века.
До сих пор они украшают бывшую усадьбу М. В. Перваго.
Красный цвет — символ жизнеутверждающей силы, мужества, праздника, жизни, красоты.
Зелёный цвет говорит, что Становлянский район сельскохозяйственный, а также показывает природу района, его красоту.
Жёлтый цвет (золото) символизирует солнечный свет, зерно, плодородие, а также это цвет величия, великолепия.

## Критика символики
Александр Елецких, член Липецкого областного краеведческого общества, подверг критике исторические и географические предпосылки создания герба. В символике района он видит два зелёных чужеземца, не характерных для произрастания на этой территории. Критикует также и символическое значение пламени, утверждая, что большевики спалили три названных усадьбы и кроме как издёвкой над историей данное описание герба назвать нельзя.